# Keystone Studios
Keystone Studios (Кисто́ун Сту́диос) — американская киностудия, основанная в Лос-Анджелесе, штат Калифорния кинорежиссёром и продюсером Маком Сеннетом в 1912 году. Владельцами киностудии были предприниматели Адам Кессел и Чарльз Баумен.
Кистоунские комедии — это неприятные ситуации, мелкие жизненные неудобства,  представленные в карикатурном виде, вовлеченные в  бесконечный поток стремительных движений. Кистоунские комедии населены негодяями, мошенниками,  фальшивомонетчиками, бродягами — словом, людьми  деклассированными; для контраста показаны полицейские и хорошенькие девушки. Немного позже появились кельнеры,  парикмахеры, продавщицы — все они жалки, их преследуют. Но в фильмах Сеннета никогда не фигурировал  воспитанный, элегантный американец...
Наиболее успешный период для студии был во времена творчества Мака Сеннета, когда он снимал фарсовые комедии, действие которых разворачивалось в булочных и кондитерских магазинах, в автомобилях, а также снимая известных «Купальщиц Мака Сеннета» и «Кистоуновских полицейских». Компания была известна производством комедий и фильмов погонь: «Погоня была кульминацией всего действия фильма, его оргиастическим финалом — столпотворением, в котором автомобили мчались наперерез поездам, герой спасался от преследователей, спускаясь по канату над логовом льва...»
Чарли Чаплин начал свою карьеру в Кистоун, когда режиссёр нанял его для съёмок в немом кино. Годы, проведённые Чаплиным на студии Сеннета, символизируют превращение актёра из участника водевиля в профессионального актёра и режиссёра комического кино.
В 1915 году студия Кейстоун передала часть производства в руки Triangle Film Corporation, в которой работали такие мастера как Дэвид Гриффит и Томас Инс. В 1917 году Мак Сеннет покинул свою студию. После его ухода состояние студии заметно ухудшилось, а в 1935 году она была объявлена банкротом.